# جورج ديكر (رسام)
جورج ديكر (بالألمانية: Georg Decker)‏ هو رسام نمساوي، ولد في 7 ديسمبر 1818 في بشت في المجر، وتوفي في 13 فبراير 1894 في فيينا في النمسا.